# Пекалонган
Пекалонган (индон. Pekalongan) — город в Индонезии, расположенный на территории провинции Центральная Ява. Территория города выделена в самостоятельную административную единицу — муниципалитет.

## Географическое положение
Город находится в северной части провинции, на севере острова Ява, на берегу Яванского моря. Абсолютная высота — 16 метров над уровнем моря.

Пекалонган расположен на расстоянии приблизительно 77 километров к западу от Семаранга, административного центра провинции.

## Административное деление
Территория муниципалитета Пекалонган подразделяется на четыре района (kecamatan), которые в свою очередь делятся на 47 сельских поселений (kelurahan). Общая площадь муниципалитета — 45,25 км².

## Население
По данным официальной переписи 2010 года, население составляло 274 839 человека.
Динамика численности населения города по годам:
| 1990    | 2000    | 2005    | 2010    | 2012    |
| ------- | ------- | ------- | ------- | ------- |
| 227 375 | 248 884 | 263 921 | 274 839 | 278 583 |

## История
Город начинает упоминаться с начала XII века. Китайским купцам периода правления династии Сун город был известен под именем «Pukalong». Продуктами местной торговли были: перец, кардамон, гвоздика и сандаловое дерево.

В XVII веке Пекалонган входит в состав султаната Матарам и, благодаря своему выгодному расположению, становится одним из наиболее значимых городов этого государства. В XVIII веке город входит в сферу интересов Голландской Ост-Индской компании и в 1753 году в Пекалонгане был возведён голландский форт. Начиная с 30-х годов XIX века Пекалонган становится одним из наиболее крупных производителей сахара в регионе.

## Экономика
В Пекалонгане находится самый крупный на Яве рыболовецкий порт. Кроме того, город известен искусством батика. Расписанная батиком ткань производится как мелкими кустарными производителями, так и сравнительно крупными предприятиями.